# 林麗蟬
林麗蟬（高棉語：លីន លីចាន់；1977年10月2日—），現任基隆市政府兒童及少年事務處處長，中華民國政治人物，中國國民黨籍，曾任第九屆立法委員及高雄市政府市政顧問，也是中華民國有史以來第一位當選立法委員的新住民。生於紅色高棉時期的柬埔寨，20歲時遠嫁台灣，後獲國民黨提名為不分區立法委員而進入政壇。擔任公職前，林麗蟬曾獲中華民國十大傑出青年，104年農村領航獎並任彰化縣花壇鄉長春社區發展協會總幹事，同時也是新住民子女海外培力計畫發起人。

## 生平
林麗蟬為第三代柬埔寨華裔，於1977年生於金邊市的富裕家庭，但在父親車禍過世後家道中落。1997年3月透過婚姻介紹嫁到台灣彰化縣花壇鄉長春村，後來自學學會華語及台語、並到孩子的學校擔任志工。
2009年考上建國科技大學美容系，考取美容及美髮證照，之後再上國立暨南國際大學非營利組織經營管理碩士學位學程取得碩士學位，2013年獲選為中華民國十大傑出青年。
2016年，獲國民黨提名不分區立法委員並當選，為中華民國史上第一位當選立法委員的新住民。但四年後的2020年未獲國民黨提名不分區立委，其任內的好表現曾被時任行政院院長蘇貞昌讚譽「國民黨應該提名妳」，同年曾短暫在韓國瑜遭罷免前的高雄市政府擔任市政顧問兼高雄市新住民事務專案辦公室執行長。2022年12月25日獲同黨籍基隆市市長謝國樑延攬擔任基隆市政府綜合發展處處長，2023年7月1日至基隆市政府兒童及少年事務處擔任處長。

## 社會服務
2009年莫拉克風災期間，林麗蟬利用自己的美髮專長，為災民義剪。2011年，林麗蟬偕同丈夫謝水金，重振停擺多年的長春村社區發展協會及活動中心，重組社區發展協會及老人會。並成立台灣新移民發展與交流協會，關心新住民相關議題及技能培訓。

## 選舉紀錄
| 年度 | 選舉屆數           | 選舉區                                 | 所屬政黨   | 得票數    | 得票率 | 當選標記 | 備註 |
| ---- | ------------------ | -------------------------------------- | ---------- | --------- | ------ | -------- | ---- |
| 2016 | 第九屆立法委員選舉 | 全國不分區及僑居國外國民立法委員選舉區 | 中國國民黨 | 3,280,949 | 26.91% |          |      |

## 外部連結
- 林麗蟬的Facebook專頁
- 立法院 -林麗蟬委員簡介 （页面存档备份，存于）